# 蜥獵獸屬
蜥獵獸屬（學名：Sauroctonus）是獸孔目麗齒獸亞目的一屬，生存於二疊紀晚期的俄羅斯窩瓦河流域與南非。
蜥獵獸是種大型麗齒獸類動物，頭顱骨長度約25公分，身長約2公尺。蜥獵獸的頭部具有許多原始特徵。牠們的上頜、下頷各有一對大型犬齒，上頜的犬齒較大；上頜、下頷的其他牙齒較小型，但牙齒都很銳利、尖狀。齶骨也具有較鈍的牙齒。下頜寬。四肢瘦長，腳掌具有五趾，類似現代哺乳動物。但是，蜥獵獸與其近親並非哺乳動物的直系祖先。

## 圖片集

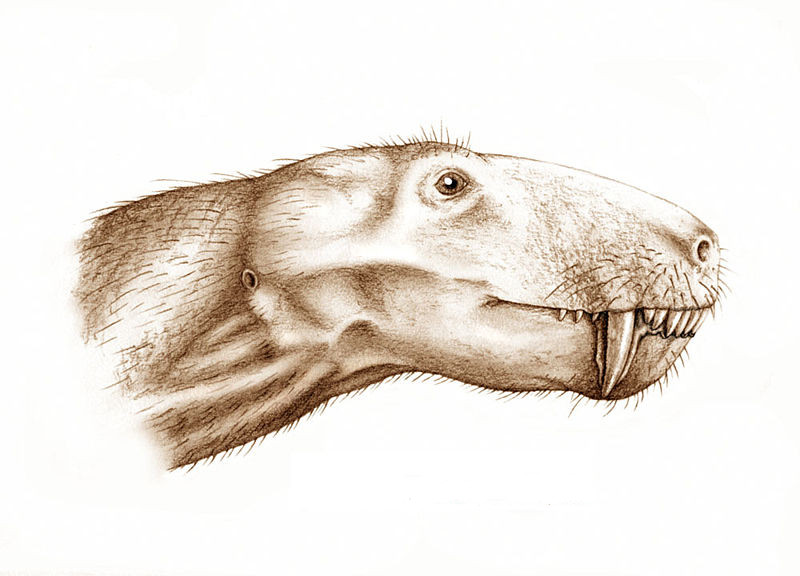
S. parringtoni的頭部
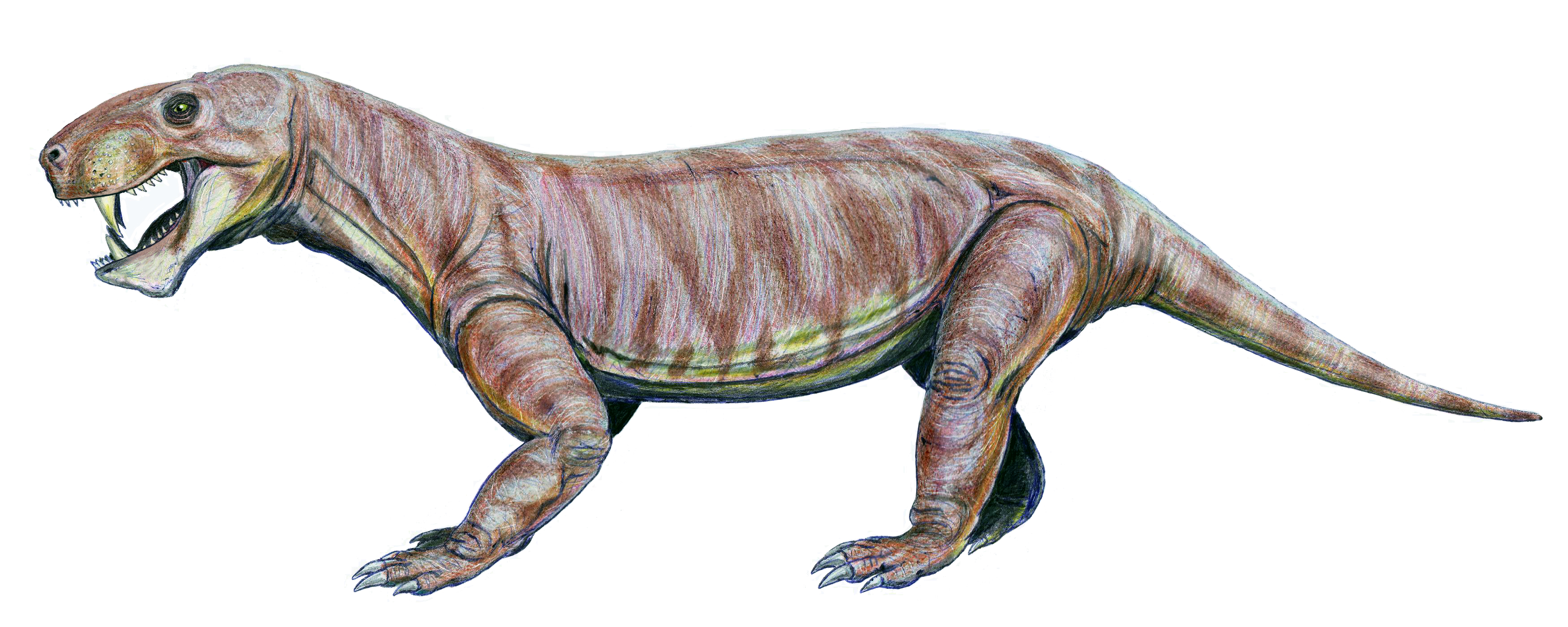
S. progressus
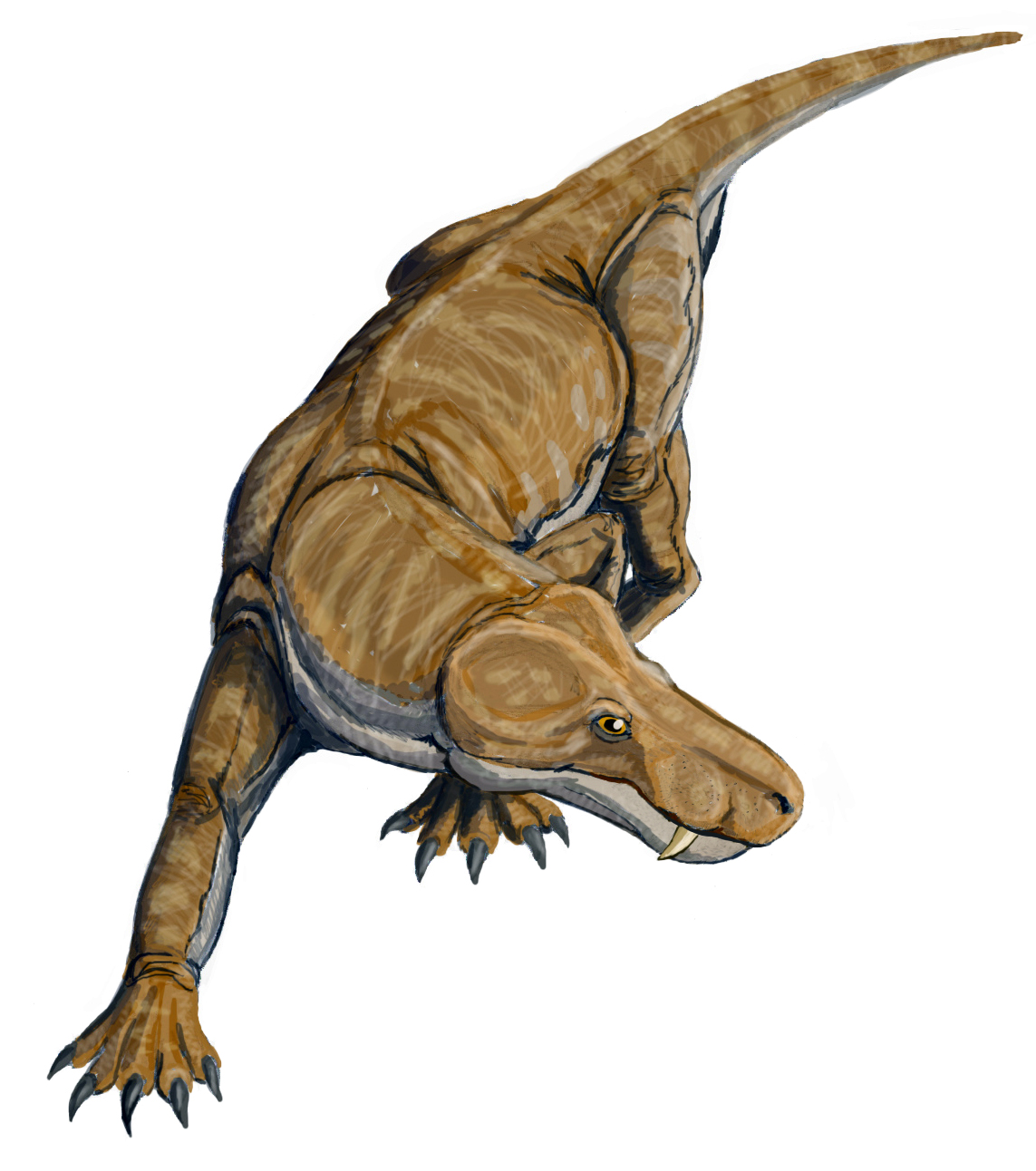

## 外部連結
- http://tobias-lib.ub.uni-tuebingen.de/volltexte/2007/2935/pdf/Eva_Gebauer.pdf%5B%5D